# Cantone di Bailleul
Il Cantone di Bailleul è una divisione amministrativa dell'Arrondissement di Dunkerque.
È stato costituito a seguito della riforma approvata con decreto del 17 febbraio 2014, che ha avuto attuazione dopo le elezioni dipartimentali del 2015.

## Composizione
Comprende i 23 comuni di:
- Bailleul
- Berthen
- Boeschepe
- Borre
- Caëstre
- Cassel
- Le Doulieu
- Eecke
- Flêtre
- Godewaersvelde
- Hondeghem
- Merris
- Méteren
- Nieppe
- Oxelaëre
- Pradelles
- Saint-Jans-Cappel
- Saint-Sylvestre-Cappel
- Sainte-Marie-Cappel
- Staple
- Steenwerck
- Strazeele
- Vieux-Berquin